# Willie Garson
Willie Garson Paszamant (Highland Park, 20 februari 1964 – Los Angeles, 21 september 2021) was een Amerikaans film- en televisieacteur. Hij verscheen in meer dan 50 films, meestal als bijrol. Hij speelde in televisieseries onder meer Stanford Blatch in Sex and the City en Mozzie in White Collar.

## Biografie
Garson werd geboren in Highland Park, in New Jersey. Hij ontving een theater-graad van de Wesleyan University en was ook aanwezig op de Yale Drama School. Garson had tussen 1996 en 1999 een terugkerende rol als Henry Coffield in de televisieserie NYPD Blue en als Stanford Blatch in Sex and the City. Zijn meest bekende televisieoptredens zijn onder andere zijn optredens in Mr. Belvedere, My Two Dads, Quantum Leap, Monk, Boy Meets World, Ally McBeal, Party of Five, Star Trek: Voyager, Special Unit 2, Buffy The Vampire Slayer, Friends, The X-Files, Yes, Dear, CSI: Crime Scene Investigation, Pushing Daisies, Stargate SG-1, Wizards of Waverly Place, CSI: Miami en Mental. Garson was in White Collar te zien als hoofdpersonage Mozzie. Zijn meest bekende filmoptredens zijn die in Kingpin, There's Something About Mary, Groundhog Day, Just Like Heaven, The Rock, Being John Malkovich, Freaky Friday en Labor Pains.
In het voorjaar van 2021 tekende Garson voor de in New York gefilmde revivalserie And Just Like That..., die verder borduurt op het verhaal van Sex and the City.

## Privéleven
In 2009 adopteerde Garson een toen achtjarig kind genaamd Nathen uit The Alliance for Children’s Rights and Westside Children’s Center.
Op 21 september 2021 overleed Garson in zijn huis in Los Angeles aan de gevolgen van alvleesklierkanker.
- Biblioteca Nacional de España: XX5166555
- Bibliothèque nationale de France: cb14513461t (data)
- Gemeinsame Normdatei: 1021243566
- International Standard Name Identifier: 0000 0000 7842 9406
- Library of Congress Control Number: no2004082583
- Virtual International Authority File: 30161573671004522409